# Opis
Opis – w epice obok opowiadania jeden z dwóch podstawowych elementów narracji, w liryce komponent monologu lirycznego. 
Stanisław Sierotwiński w swoim Słowniku terminów literackich zdefiniował opis jako "jedną z form podwaczych w utworze literackim; strukturalne powiązanie motywów statycznych". Opis na zwykle konkretny temat, limit czasowy, i logiczne powiązanie motywów (opis prestrzenny, ogólny, skontrastowanie różnych punktów widzenia, itp.).
W odróżnieniu od opowiadania opis przedstawia te składniki świata przedstawionego, które nie odnoszą się do zdarzeń, przede wszystkim charakter i wygląd postaci oraz tło wydarzeń, takie jak czas i miejsce akcji (np. opis przyrody). Opis można ująć ogólnie jako przedstawienie pozaczasowych składników narracji, ujęcie przedmiotów w ich statyczności i pozaczasowości – w istocie jednak często trudno odróżnić opis i opowiadanie, które mogą  przenikać się wzajemnie i tworzyć wiele form przejściowych.
Szczególne znaczenie opis miał w prozie realistycznej, w której miał w obiektywny sposób przedstawiać rzeczy i zjawiska – proza realistyczna przedstawiała je dlatego najczęściej z perspektywy narratora wszechwiedzącego. W prozie nowszej (począwszy od naturalizmu) opisy miewają częściej charakter zsubiektywizowany, częste są też opisy życia wewnętrznego jednostek lub opisy niosące ze sobą treści symboliczne. W niektórych współczesnych gatunkach i prądach literackich opis dominuje nad opowiadaniem – niektórzy twórcy nouveau roman uznali go za podstawowy składnik powieści, w poemacie opisowym opis obejmuje całość utworu, przedstawia się w nim nie zdarzenia i procesy, a przestrzenne układy przedmiotów.